# Sarah Lawrence College
Sarah Lawrence College, fondée en 1926, est une université d'arts libéraux américaine, située à Yonkers, dans le comté de Westchester (New York).
L'université est réputée pour ses standards académiques rigoureux, son ratio faible d'élève par professeur, et ses projets d'études hautement individualisés. L'établissement base son approche de l'éducation sur le système de tutorat élève-élève appliqué dans les universités d'Oxford ou Cambridge, considéré comme un point clé dans les études supérieures. Sarah Lawrence propose des bourses d'études, notamment en sciences humaines, arts de la scène et l'écriture, et prône l'étude indépendante.

## Histoire
Le collège est créé par le magnat de l'immobilier William Van Duzer Lawrence (1842-1927) et est nommée ainsi en mémoire de son épouse, Sarah Bates Lawrence (1846-1926). L'université se destinait en premier lieu à prodiguer un enseignement aux femmes dans les domaines des sciences humaines et des arts. La composante majeure de la première identité de l'université était les « loisirs productifs » durant lesquels on attendait des étudiantes qu'elles travaillent huit heures par semaine dans différents secteurs tels que le mannequinat, la sténographie, la dactylographie, le maquillage ou le jardinage. La pédagogie de l'établissement, basée sur le système de tutorat de l'université d'Oxford, combinait des projets de recherche individuelle, supervisés par le corps professoral, et des séminaires à nombre d'élèves réduits (un credo toujours appliqué de nos jours), malgré son coût. Sarah Lawrence fut la première université d'arts libéraux des États-Unis à conjuguer une rigoureuse approche des arts avec les principes d'éducation progressive, en se focalisant sur l'importance de la pédagogie et des besoins individuels.
William Lawrence joue un rôle crucial dans le développement de la communauté voisine de Bronxville, dans l'État de New York. Son nom est associé à différents endroits tels que l'affluent Lawrence Park ou les quartiers de Lawrence Park West, la Houlihan Lawrence Real Estate Corporation, ainsi que Lawrence Hospital dans le centre de Bronxville, une institution créée quand le fils de Lawrence, Dudley, échappe de peu à la mort alors qu'il était en route pour un hôpital de New York City. Lawrence représente les idées du mouvement Progressiste des années 1890, notamment par sa vision concernant l'importance des arts dans l'évolution des individus et des familles qu'il mit en place en développant à la fois des structures publiques et privées, et en créant des relations équitables entre hommes et femmes.
Harold Taylor, président du college de 1945 à 1959, influence grandement l'université. Élu président à l'âge de 30 ans, il est ami avec le philosophe de l'éducation John Dewey, et s'attache à adopter les méthode Dewey au collège. Il s'investit dans une réforme de l'enseignement américain, en utilisant le succès de sa propre université comme exemple des possibilités que pouvait avoir une approche plus personnalisée, plus moderne et plus rigoureuse de l'enseignement supérieur.
Le collège devient une institution mixte en 1968. Avant cette transition, des discussions furent engagés pour une éventuelle délocalisation de l'école ainsi qu'un regroupement avec l'université de Princeton, mais n'aboutissent pas.
L'établissement est connu pour son progressisme. Dans les années 2010, le professeur de science politique Sam Abrams est cependant pris pour cible par le mouvement « woke » du campus pour avoir soutenu « la diversité de valeurs » d'opinion, refusant de cantonner cette expression à la diversité ethnique. Une campagne de harcèlement est alors lancée pour qu'il soit démis de sa chaire universitaire.

## Formation universitaire
Le collège offre aux étudiants la possibilité de préparer une licence en arts libéraux où, au lieu des traditionnelles majeures, les étudiants peuvent suivre un grand nombre de cours, répartis en quatre grands axes : les arts créatifs, l'histoire et les sciences sociales, les sciences humaines et les sciences naturelles et mathématiques. 
L'université organise des programmes internationaux, à Florence, l'université Wadham d'Oxford, le Reid Hall à Paris et la British American Drama Academy de Londres et à Cuba. 
Le collège offre également la possibilité de préparer des masters en écriture, enseignement, développement de l'enfant, théâtre, et danse, et accueille le plus vieux programme universitaire américain sur l'Histoire des Femmes, ainsi que le premier master en génétique humaine et santé.
Il offre également un programme pour les adultes souhaitant préparer un diplôme universitaire et ayant quitté le système scolaire depuis un certain temps.

### Programmes d'échange
- Programme d'échange avec l'université Eugene Lang : En 1996 l'université a commencé son programme d'échange avec l'université Eugene Lang College, la division universitaire de la New School de New York. Le point fort de cette université étant particulièrement les Sciences Sociales. Les étudiants qualifiés ont également la possibilité de participer à l'échange Lang à l'université d'Amsterdam, aux Pays-Bas.
- Université Reed - Les étudiants peuvent choisir d'aller étudier pendant un semestre ou un an à l'université Reed de Portland, Oregon, et vice-versa.
- Programme d'Echange avec l'université Spelman : Depuis 2007, les étudiantes de Sarah Lawrence peuvent entamer un programme d'échanger avec l'université Spelman d'Atlanta, Géorgie. Les étudiantes qualifiées peuvent aussi postuler à l'échange Spelman avec l'université pour femmes Tsuda, à Tokyo au Japon.

### Programmes internationaux
L'université propose des programmes internationaux dans quatre pays. 
- La Havane : C'est l'échange le plus durable qu'ai eu une université américaine à Cuba. Le programme a fêté ses 11 ans en 2011. Les cours proposés à l'université de La Havane comprennent la culture Afro-Cubaine, l'Histoire de l'Art, le Cinéma Cubain ou Latino-Américain, l'Histoire Cubaine, les études Latino-Américaines, la Littérature, la Psychologie, la Sociologie Urbaine et Rurale, les Relations États-Unis-Cuba, et les études Féminines. Tous les cours sont dispensés par des professeurs cubains et suivis par des étudiants cubains. Il est également demandé à chaque étudiant de s'inscrire à un cours d'Espagnol avancé. La particularité la plus distincte est l'affiliation avec le Centro de Estudios Demográficos (CEDEM), un des centres de recherche de l'université de La Havane. Au CEDEM, les étudiants rencontrent des experts dont les recherches et l’expérience professionnelle se concentre sur les développements de la société cubaine contemporaine. Les étudiants sélectionnent un sujet de recherche et travaillent en binôme avec un professeur du CEDEM qu'ils rencontrent de manière régulière, comme dans le système de conférence.
- Royaume-Uni
  - Londres : À la fois sponsorisé par la British American Drama Academy et Sarah Lawrence College, le programme permet d'exporter la tradition vibrante et durable que Sarah Lawrence associe aux Arts de la Scène tout en exposant les étudiants à la rigueur britannique de l'entraînement au jeu de scène. La faculté compte certains des acteurs et réalisateurs britanniques les plus accomplis. Au cœur de chaque programme universitaire se trouve l'étude de la scène dans les œuvres classiques et modernes. Les étudiants suivent également des cours de Voix, Mouvement, et Cascade et participent à des performances scéniques intégrales à chaque fin de trimestre.
  - Oxford : Depuis 1985, Sarah Lawrence College est associé au Lycée Wadham, qui dépend de l'université d'Oxford en Angleterre. Ce programme est ouvert à une sélection d'élèves de première et terminale. Ils y sont mieux préparés à répondre aux attentes d'Oxford si leur programme scolaire de seconde comprenait déjà une étude du travail écrit et analytique solide.
  - Dartington : C'est un échange musical avec l'université des arts de Dartington dans le sud de l'Angleterre. Le programme est ouvert aux étudiants qualifiés ayant pour intérêt la musique expérimentale et les médias.
- France/Paris : Situé dans le quartier historique Montparnasse de Paris, à Reid Hall, ce programme est le plus ancien de ceux entamés par Sarah Lawrence et se concentre sur les sciences humaines ainsi que les arts Créatifs. Le programme est entièrement dispensé en français et comprend un cours de Français obligatoire, plus trois autres cours au choix. Les cours peuvent être suivis à l'université de Paris, l'Institut d’études politiques, l'École du Louvre, et l'Institut catholique, ainsi que dans d'autres institutions plus spécialisées.
- Italie
  - Catane : Ouvert aux étudiants ayant un niveau avancé en langue italienne, le programme de Catane tire profit de son cadre sicilien pour offrir aux étudiants une véritable immersion culturelle. Les étudiants s'inscrivent directement à l'université de Catane et choisissent des cours dispensés par le département des sciences humaines, comprenant : Histoire Médiévale, Littérature Italienne Moderne, Histoire de la philosophie, archéologie, histoire de l'art gréco-romain, histoire de l'art du théâtre, littérature comparée, histoire byzantine et histoire de l'Europe.
  - Florence : Ouvert aux étudiants de tous niveaux en langue italienne, le programme de Florence est réputé pour son enseignement en histoire de l'Art.

## Personnalités liées à l'université

### Professeurs
- Tracie Morris, poétesse, chanteuse, universitaire
- Marie Howe, poétesse
- Marguerite Yourcenar, romancière, première femme élue à l'Académie française.
- Genevieve Taggard, poétesse

### Étudiants
- Stephen Ira Beatty, auteur, réalisateur, artiste et militant
- Charis Wilson